# Microterys hei
Microterys hei är en stekelart som beskrevs av Xu 2000. Microterys hei ingår i släktet Microterys och familjen sköldlussteklar. Inga underarter finns listade i Catalogue of Life.